# Пазарджикская область
Па́зарджикская о́бласть (болг. Област Пазарджик) — область в Южно-Центральном регионе Болгарии.
Административный центр — город Пазарджик.

## География
Область находится на западе Болгарии. Площадь области составляет 4459 км². Область граничит:
- с Софийской областью на северо-западе;
- с Пловдивской областью на востоке;
- с Благоевградской областью на юго-западе;
- со Смолянской областью на юге.

## Административное деление

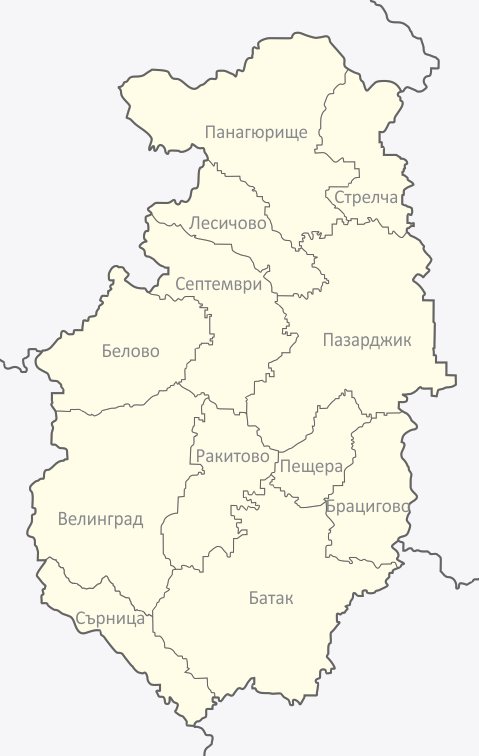
Общины Пазарджикской области

Административно область делится на 12 общин:
1. Община Батак (6646 человек[1]),
2. Община Белово (9973 человека[1]),
3. Община Брацигово (10 269 человек[1]),
4. Община Лесичово (5970 человек[1]),
5. Община Панагюриште (27 586 человек[1]),
6. Община Пазарджик (125 290 человек[1]),
7. Община Пештера (23 314 человек[1]),
8. Община Ракитово (15 864 человека[1]),
9. Община Септември (27 741 человек[1]),
10. Община Стрелча (5606 человек[1]),
11. Община Велинград (43 945 человек[1]).
12. Община Сырница

## Население

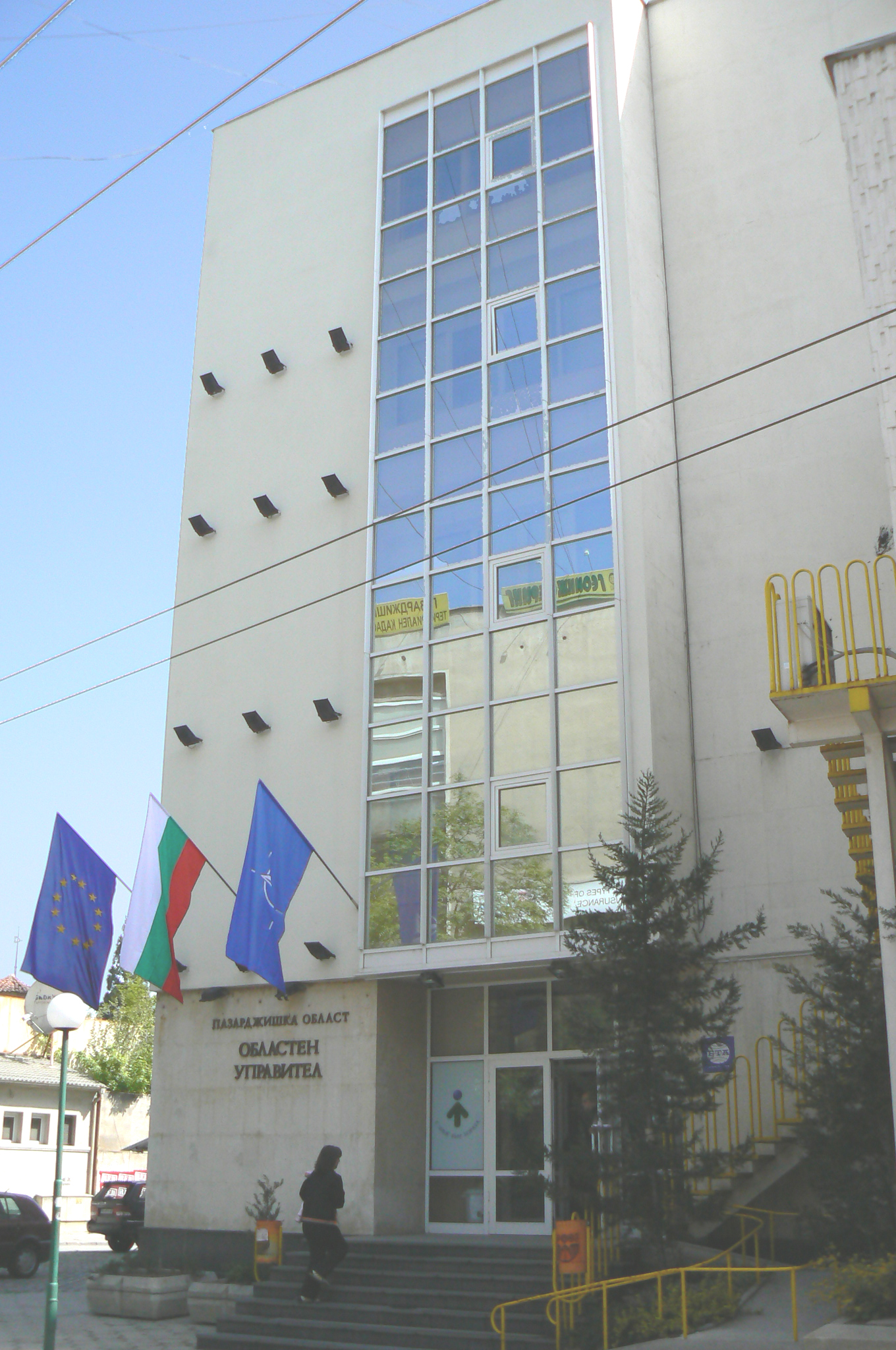
Здание областной администрации

Население области на 2011 года — 275 548 человека. В области кроме города Пазарджик, в котором проживают 79 687 жителей, есть ещё 12 городов — Батак (3723 жителя), Белово (4232 жителя), Брацигово (4571 житель), Велинград (25 730 жителей), Ветрен (3403 жителя), Костандово (4411 жителей), Панагюриште (19 146 жителей), Пештера (20 958 жителей), Ракитово (8542 жителя), Септември (8772 жителя), Стрелча (4553 жителя), Сырница (3658 жителей). Также на территории Пазарджикской области расположены 104 села (см. сёла Пазарджикской области).
| Этнические группы (2011) | Этнические группы (2011) | Этнические группы (2011) | Этнические группы (2011) | Этнические группы (2011) |
| Этническая группа        |                          |                          | Процент                  |                          |
| ------------------------ | ------------------------ | ------------------------ | ------------------------ | ------------------------ |
| Болгары                  |                          |                          | 83.8 %                   |                          |
| Цыгане                   |                          |                          | 8.3 %                    |                          |
| Турки                    |                          |                          | 5.7 %                    |                          |
| Другие                   |                          |                          | 2.2 %                    |                          |